# Lillemor Abrahamsson
Ann Ingela Lillemor Abrahamsson, född 22 juli 1938, är svensk universitetslektor i näringslära.
Hon är dotter till Nils Hansson och Inga Börjesson. Hon gifte sig 1966 med Gunnar Abrahamsson (1941–2022).
Lillemor Abrahamsson examinerades 1965 som lanthushållslärare vid Seminariet för huslig utbildning i Uppsala, studerade vid Nordiska högskolan för hushållsvetenskap, Oslo universitet 1966–1968, blev 1969 nordisk hushållskandidat och 1978 filosofie doktor i näringslära vid Uppsala universitet. Hon var 1965–1966 hemkonsulent i Nyköping vid Södermanlands läns hushållningssällskap, 1970–1977 nutritionist vid Uppsala universitet och blev 1977 universitetslektor i näringslära med dietetik vid Institutionen för hushållsvetenskap vid Uppsala universitet. Hon var 1985–1998 institutionens prefekt.